# スポーツ心臓
スポーツ心臓（スポーツしんぞう）、あるいはスポーツ心臓症候群とは、スポーツ選手に見られる心拡大と、それによる安静時心拍数の低下といった一過性変化を指す。いずれも日常の運動が少ない人では心疾患とみなされるが、スポーツ選手では強度の運動に耐えるための適応とみなされ、取り立てて治療は必要ない。スポーツをする人すべてに見られる症状ではなく、特に高強度の有酸素運動であるマラソンなどの長距離走、自転車、クロスカントリースキーの他に、無酸素運動では高強度なウェイトトレーニングを行う人に見られる。

## 病因
心臓は筋肉でできているため、連続的なストレスに対しては筋線維を増強することで対応しようとする。おおむね1日1時間を越える心肺系運動を毎日続けた場合、心拍出量は増加し、心室内腔は拡大し、壁肥厚や筋の増大が見られる。そのため拍出効率が改善し、35〜50回/分といった低い心拍数で事足りる。

## 症状
聴診時の心雑音が代表的。特に運動強度が強い場合には心室性期外収縮を始めとする様々な不整脈が現れることもある。

## 診断
多くは病歴から診断が付く。ただし、特発性拡張型心筋症・肥大型心筋症はスポーツ選手にとって突然死の原因となりうるため、過去に心筋症が無かったことを確認できない場合は鑑別診断を行う必要がある。心エコー検査による鑑別診断はMaronらの診断基準が用いられているが、男性の場合は特に軽度のスポーツ心臓と肥大型心筋症との区別が困難であるため、心電図・ドップラーエコー・負荷心電図・呼気ガス分析・ホルター心電図などの追加検査を要することがある。

## 治療・予後
一般に良好で、治療を要しない。運動強度の低下に伴って可逆的に解消する。